# Дерево, которое принадлежит самому себе
Дерево, которое принадлежит самому себе (англ. Tree That Owns Itself) — дуб белый (Quercus alba), произрастающий на пересечении улиц Саут-Финли и Диринг в городке Афины, штат Джорджия, США, который, согласно легенде, является «законным владельцем» самого себя и земли в радиусе восьми футов от него. Дерево, фигурировавшее в изначальной легенде, упало в 1942 году, но на его месте был посажен один из его желудей, из которого к настоящему времени выросло новое дерево, иногда называемое «Сын Дерева, которое принадлежит самому себе». Дерево стало предметом множества публикаций и является местной туристической достопримечательностью.

## Легенда
Легенда о дереве, которое принадлежит самому себе, впервые была опубликована 12 августа 1890 года в местной газете Athens Weekly Banner. В статье о дереве сообщалось, что оно стояло на земле, находящейся в собственности полковника Уильяма Джонсона, сына Джеймса Джонсона (участника Войны за независимость и депутата Конгресса) и отца Джеймса Джонсона-младшего (депутата Конгресса). У Уильяма Джонсона с этим деревом были связаны воспоминания о детстве, и, желая защитить его от возможных посягательств, он якобы подписал с деревом акт дарения, согласно которому оно становилось владельцем самого себя и земли в радиусе восьми футов от него. Согласно статье, «сделка» состоялась в период между 1820 и 1832 годами. По словам автора, в 1890 году ещё были живы люди, которые могли подтвердить факт совершения такой сделки.
Сам акт дарения никогда и нигде не был обнаружен, однако даже если он и существует, то не может иметь никакого правового статуса, поскольку американское общее право требует наличия правоспособности у обеих сторон заключаемой сделки.

## История дерева
Дерево, с которым якобы заключалась сделка, как считается, родилось между серединой XVI и концом XVIII века и, возможно, было одним из самых крупных в известной тогда европейцам части Северной Америки.
К 1906 году эрозия почвы вокруг дерева достигла опасного состояния, и Джордж Фостер Пибоди оплатил работы по замене почвы, установке рядом с деревом мемориального камня с надписью и ограждению дерева и «принадлежащей» ему земли цепью, закреплённой на восьми гранитных столбиках. Несмотря на усилия по спасению дерева, оно вскоре существенно ослабело из-за начавшегося процесса гниения и суровой зимы 1907 года.
9 октября 1942 года дерево после длительного периода ослабевания и постепенного наклона вниз рухнуло. Местные жители, знавшие историю дерева, собрали с него жёлуди. Упавшее дерево имело высоту 30 м, а его возраст был оценён в 300—400 лет.

## «Сын дерева, которое принадлежит самому себе»
После падения дерева «его» участок на протяжении четырёх лет оставался пустым. Однако его жёлуди были посажены во дворах домов некоторых горожан, и в будущем из одного из выросших из них дубов планировалось выбрать новое дерево для посадки на том же месте. Лучшим кандидатом в 1946 году был признан дуб, посаженный во дворе капитана Джека Уотсона, достигший к тому времени 1,5 м в высоту. Пересадка дерева проводилась силами сотрудников колледжа сельского хозяйства Университета Джорджии.

## Мемориальные камни
На участке, «принадлежащем» дереву, установлены два мемориальных камня с высеченными на них надписями; один из них очень старый и обветрившийся, другой выглядит значительно более новым. Текст на обоих камнях является пересказом текста договора, который якобы заключил с деревом Уильям Джонсон.